# Higurasi
A higurasi (蜩, 茅蜩, ひぐらし; Hepburn: higurashi) (Tanna japonensis) a félfedelesszárnyúak (Hemiptera) rendjén belül az énekeskabóca-félék (Cicadidae) családjába tartozó kabócafaj. Egész Kelet-Ázsiában megtalálható, bár Japánban a legelterjedtebb.
Japán nevének kandzsis írásmódja az élőhelyéül szolgáló növény nevéből ered (Miscanthus). Japánban a higurasi név mellett használják a kanakana (カナカナ) nevet is, amely azt általa keltett hangra utal.

## Előfordulása
A T. japonensis változatai igen elterjedtek Hokkaidó sziget déli részén, változatos élőhelyeket benépesítve Kínában is megtalálhatók, de a Koreai-félszigeten nem élnek. Hokkaidó északi részétől Kjúsú szigetig a síkságoktól a hegyek lábáig, míg Kjúsú déli részén az alacsonyabb hegyvidéki régiókban is megélnek.
Japánban a nedves, kontinentális klímájú élőhelyektől kezdve (Hokkaidó) délen a szubtrópikus Amami Ōshima-ig terjed (ahol a T. j. ishigakiana alfaj él). Kína egész területén megtalálhatók. Kedvelik a ciprus, cédrus és más keményfa-erdőket.

## Megjelenése

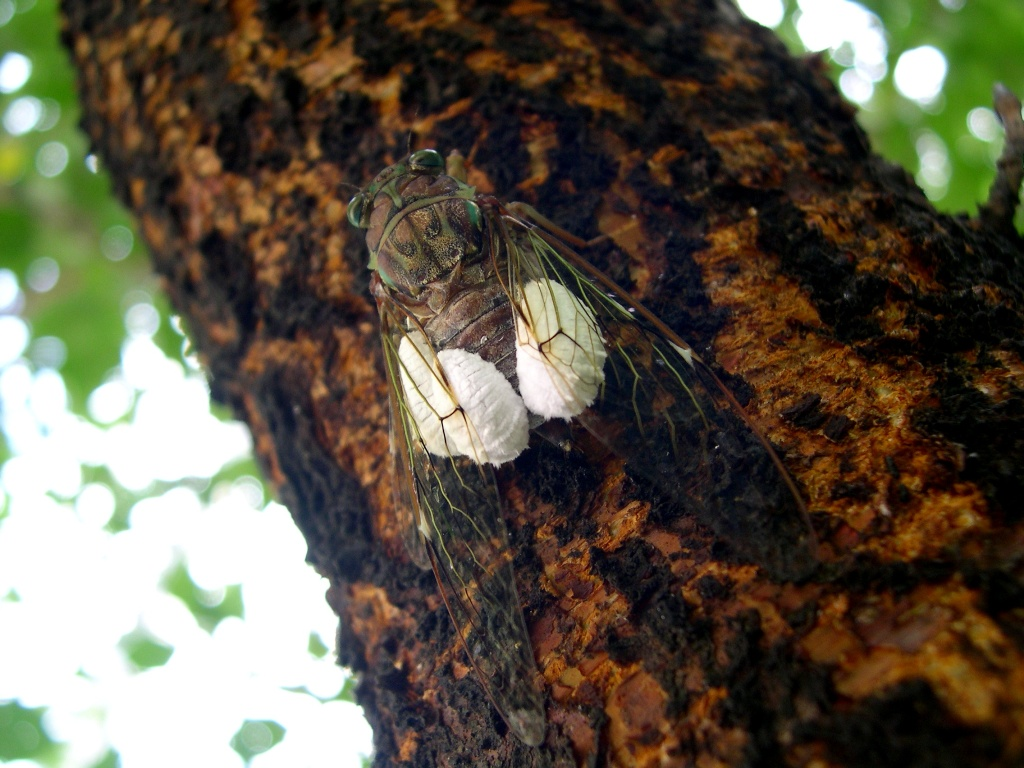
A Epipomponia nawai parazita molylepke (Lepidoptera: Epipyropidae) hernyói egy nőstény Tanna japonensis potrohán

A kifejlett hím testhossza 28–38 mm, a nőstény 21–25 mm között van. A hímek potroha hosszabb és vastagabb, mint a nőstényeké. A hímek potrohában található üreg nagyobb, jobban fejlett, mint a nőstényeké, ezért hangjuk is erőteljesebb.
A test vöröses-barna színű, a szem körül és a tor zöldes. A hegyekben lakó példányok általában sötétebb színűek.

### Hang
A T. japonensis hívását ősszel, néha már nyár végén is hallatja. Élőhelyükön szeptembertől október közepéig hallhatók.
A hímek egyedi, melankolikus hangzású "KIKIKIKIKI", "KEKEKEKEKE" és "KANNAT KANAKANA ..." hangot hallatnak napkelte előtt, esetenként napnyugta után, gyakran már alkonyatkor is, vagy felhős időjárás esetén. Énekük a levegő hőmérsékletével változik.
Japánban a kabócák énekét általában a melankolikus hangulattal köti össze, mind az irodalomban, mind a televíziózásban.
A T. japonensis éneke

Probléma esetén lásd:Médiafájlok kezelése.

## Életmódja
A parazita molylepke Epipomponia nawai a higurasi kabócákat használja peterakásra. A kikelő hernyók a gazdaállat potrohán csüngve élősködnek.

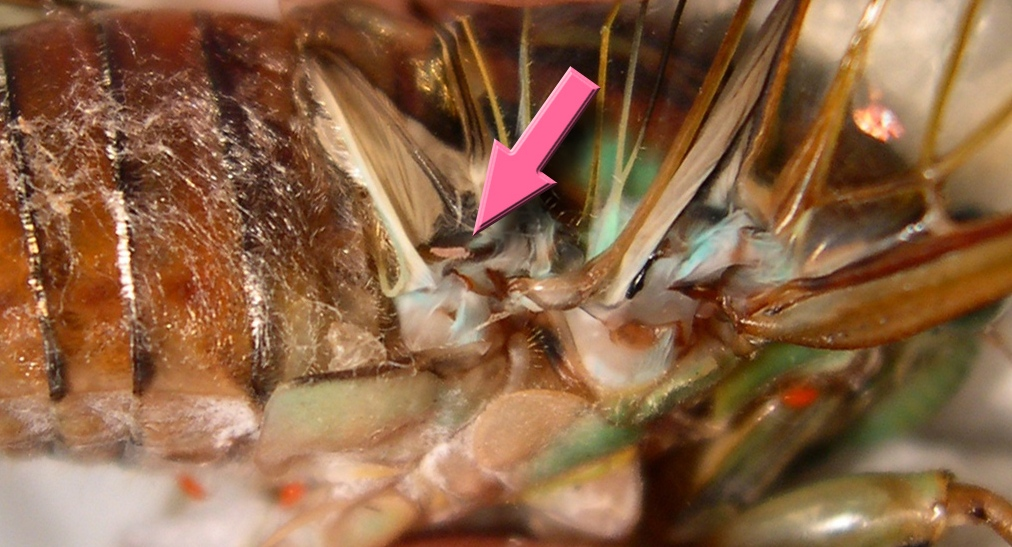
Az Epipomponia nawai élősködő molylepke lárvája (a képen kb. 0,6 mm hosszú) egy nőstény Tanna japonensis szárnya tövénél

## Megjegyzés
A Higurasi no naku koro ni (ひぐらしのなく頃に) című 2006-os animesorozat használta a kabócák nevét, illetve a sorozat egyes epizódjaiban a kabócák énekét, mint zenei aláfestést.

## Fordítás
- Ez a szócikk részben vagy egészben  a   Tanna japonensis című angol Wikipédia-szócikk ezen változatának fordításán alapul.  Az eredeti cikk szerkesztőit annak laptörténete sorolja fel. Ez a jelzés csupán a megfogalmazás eredetét és a szerzői jogokat jelzi, nem szolgál a cikkben szereplő információk forrásmegjelöléseként.